# Vendejo

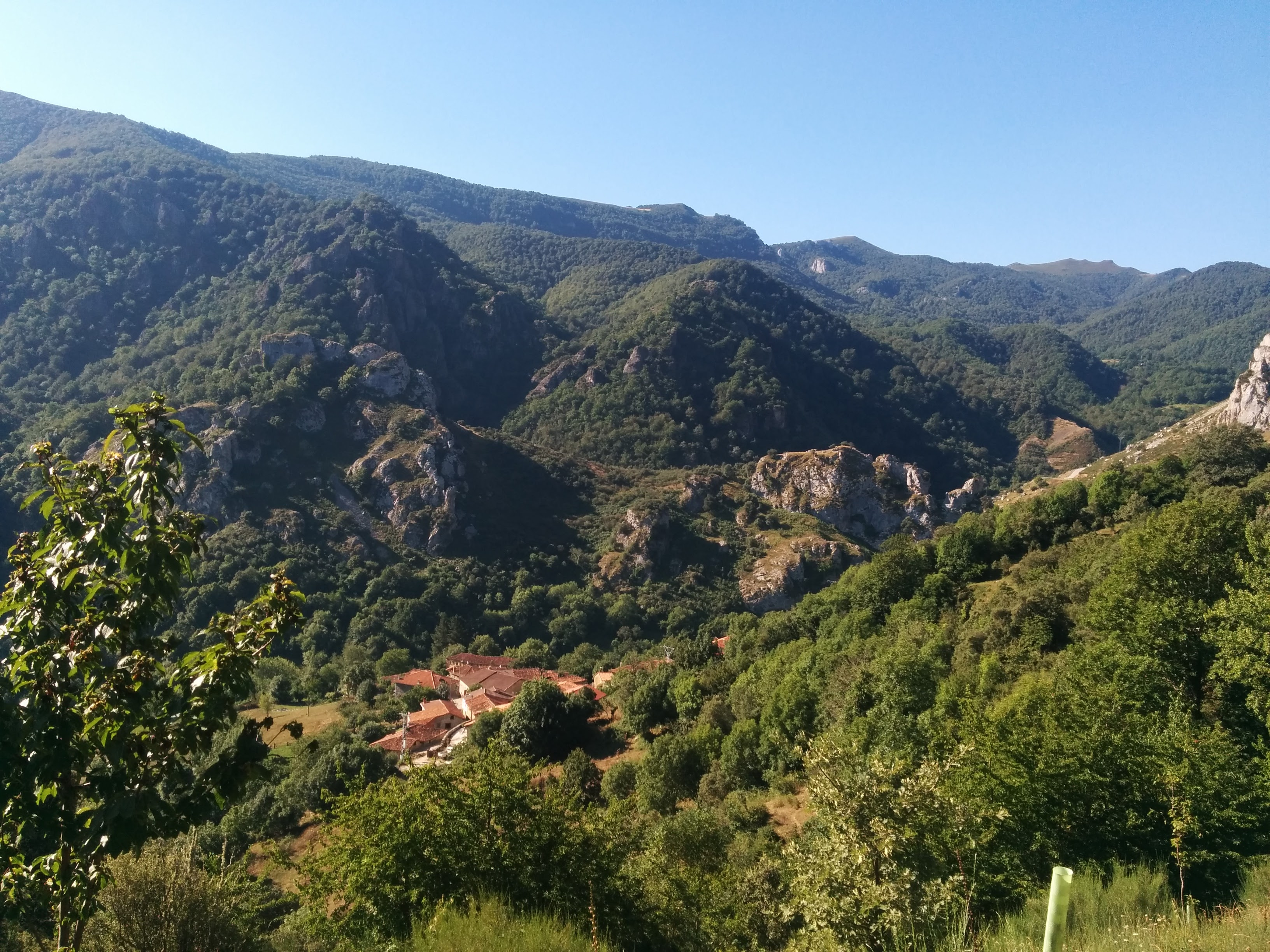
Imagen de la localidad de Vendejo, en Cantabria.

Vendejo es una localidad del municipio cántabro de Pesaguero (España). Queda a 738 m s. n. m. Dista dos kilómetros de la capital municipal. Lo atraviesa el río Vendejo, que viene de Caloca y se une al Bullón un poco más abajo de Pesaguero; es un subafluente del río Deva. Vendejo se encuentra en las estribaciones de la cordillera Cantábrica y en sus bosques habitan osos pardos cantábricos, además de otras muchas especies de fauna. La vegetación es boscosa, con predominancia de encinas y robles en las laderas orientadas  al sur y hayedos en las orientadas al norte.
Vendejo tenía 27 habitantes en el año 2024. La iglesia parroquial de San Miguel tiene tres retablos del siglo XVIII.
Las principales actividades económicas de Vendejo son la ganadería, con importantes cabañas ovinas y bovinas, y la apicultura y celebra la festividad de San Roque el 16 de agosto.

## Historia
En Vendejo se encuentra la llamada Cueva de los Moros, en la falda de la Peña Cigal. En esta cavidad se encontró una colección de útiles fabricados en piedra que muestra que la zona fue poblada durante el Paleolítico.
De la época de la conquista romana se conservan los restos de una calzada que entraba en Liébana desde el sur, siguiendo la ruta que venía a lo largo del río Burejo. Los fragmentos que se conservan son visibles en el camino que va desde la ermita de San Roque hacia Sierras Albas.

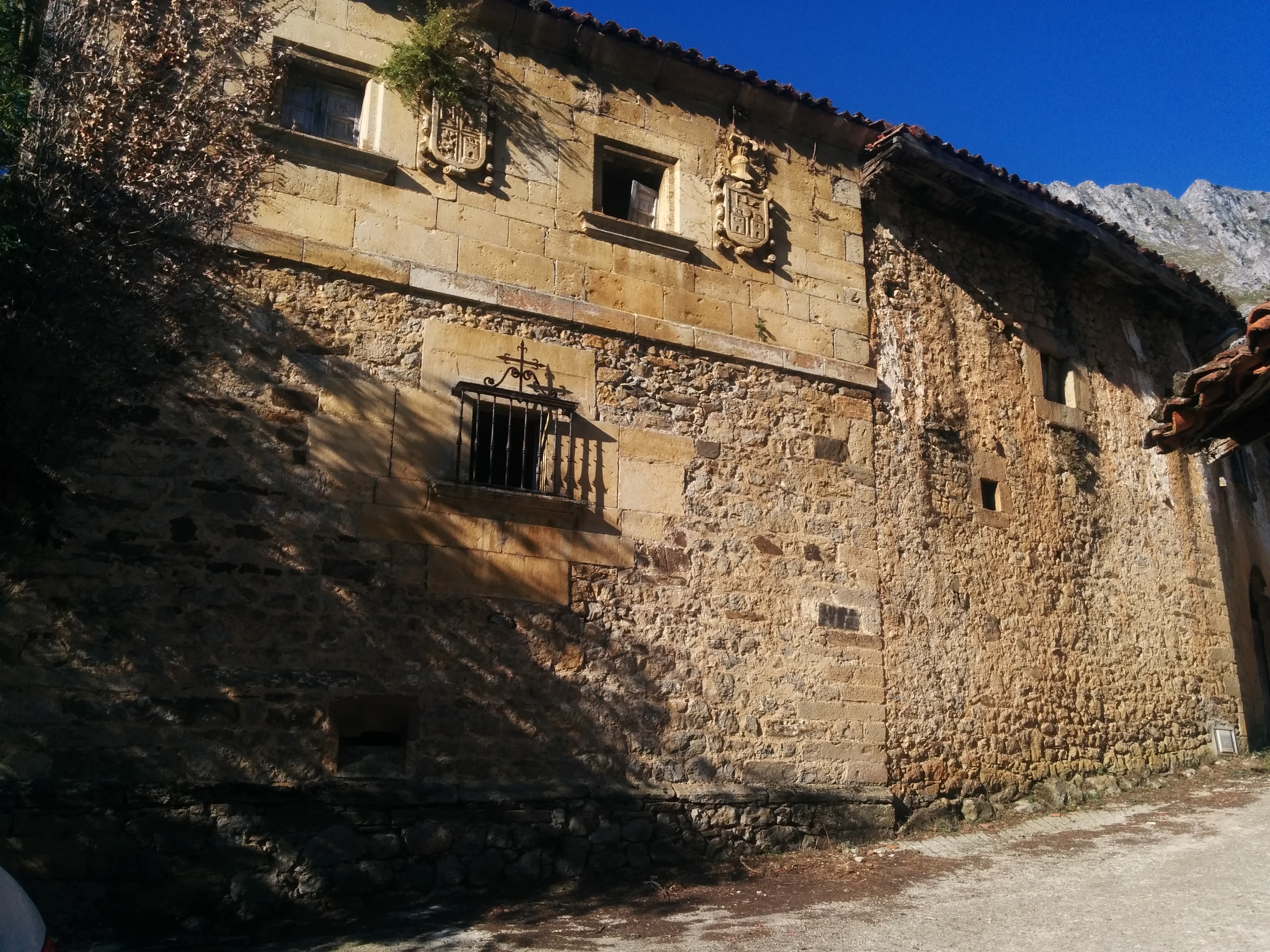
Torre de Vendejo

Justo donde arranca la calzada se alza hoy en día la ermita de San Roque, en el lugar de San Martín. Este topónimo parece hacer referencia a San Martín de Armada, una localidad hoy desaparecida que ocuparía ese espacio en la Alta Edad Media.
Los documentos más antiguos en los que se menciona a Vendejo son cartularios monacales. Hay una referencia en el año 946 que habla de la iglesia de San Miguel, que podría corresponder ya con la iglesia actual, bajo la advocación del mismo santo. En 950 también hay referencias documentales de la existencia de Vendejo.
Uno de los hechos históricos más importantes acaecidos en Vendejo es la conocida como 'Acción de Vendejo', una batalla perteneciente a la primera guerra carlista y que tuvo lugar el 21 de marzo de 1838. El combate enfrentó a la Expedición Negri, que mandaba el general carlista Ignacio de Negri, que marchaba desde Orduña hacia Galicia, con las fuerzas isabelinas del general Latre.
El enfrentamiento, de extrema crueldad, tuvo lugar en las escarpaduras que van de Vendejo hacia Pesaguero. Se luchó bajo la nieve y se enfrentaron aproximadamente 10 000 soldados liberales frente a unos 6000 carlistas. Los carlistas tendieron una emboscada a los liberales, que iban remontando el valle. El choque se desequilibró hacia el bando liberal, lo que supuso que la expedición de Negri tuviera que abandonar su intención de llegar a Galicia.
La prensa de la época recogió crónicas de la batalla como esta de 1845 perteneciente a Panorama español:
"el combate fue tan sangriento y reñido, que hubo posición perdida y recobrada cuatro veces. Repetidas cargas a la bayoneta se dieron los combatientes, disputándose con encarnizamiento la posesión de una alta montaña que dominaba el desfiladero ocupado por las tropas de la Reina, hasta quedar por estas, que al fin alcanzaron la victoria. Cara les costó no obstante, pues sufrieron una baja de mas de cuatrocientos hombres, entre muertos, contusos y heridos, siendo de estos últimos el general Latre y el brigadier D. José Quintana. Superior a la de los vencedores fue la pérdida de los expedicionarios, cuyo gefe desistió del intento de invadir Asturias y Galicia".
Para Vendejo, las consecuencias de la batalla fueron devastadoras: el pueblo quedó totalmente arrasado y sin apenas víveres en pleno invierno. Ildefonso Llorente, en la obra "Recuerdos de Liébana", lo explica así:
"no dejaron casi nada de ganado maior ni menor ni la mas ruin ropa" y también dice que hasta "el copón con las formas desapareció" de la iglesia. 
El pueblo, ante su estado de ruina, decidió escribir a la regente María Cristina para pedir su ayuda. La carta decía así:
"se digne encargar a las autoridades que corresponda, formen expediente en averigüación de los daños y perjuicios que, a consecuencia de las tropas porlos días 22 y 23 hasta la mañana del 24, se ocasionaron a estos habitantes: reintegrándoles en metálico, o desonorándoles de las contribuciones, tanto ordinarias como extraordinarias, hasta la presente indemnización, y que sin perjuicio y a buena cuenta, por el Intendete de la provincia, se anticipe la cantidad necesaria pra comprar una labranza[pareja de bueyes] cada vecino que no pudiese preservar por lo menos una". La contestación recibida fue "que se hallaban muchos pueblos de la nación en igual caso, y que no se podía remediar a tantos".